# Magdalena (Laguna)
Magdalena (Tagalog: Bayan ng Magdalena) ist eine philippinische Stadtgemeinde in der Provinz Laguna, in der Verwaltungsregion IV, Calabarzon. Sie hat 25.266 Einwohner (Zensus 1. August 2015), die in 24 Barangays lebten. Sie wird als Gemeinde der vierten Einkommensklasse auf den Philippinen und als teilweise urbanisiert eingestuft. 
Magdalenas Nachbargemeinden sind Majayjay im Süden, Liliw im Südwesten, Nagcarlan im Westen, Pagsanjan im Norden und Luisiana im Südosten. Die Topographie der Stadt ist gekennzeichnet durch sanfthügelige Landschaften am Fuße des Vulkans Banahaw im Südwesten und die Ausläufer der Sierra Madre im Osten. 

## Baranggays
| - Alipit - Malaking Ambling - Munting Ambling - Baanan - Balanac - Bucal - Buenavista - Bungkol - Buo - Burlungan - Cigaras - Ibabang Atingay | - Ibabang Butnong - Ilayang Atingay - Ilayang Butnong - Ilog - Malinao - Maravilla - Poblacion - Sabang - Salasad - Tanawan - Tipunan - Halayhayin |

## Weblink

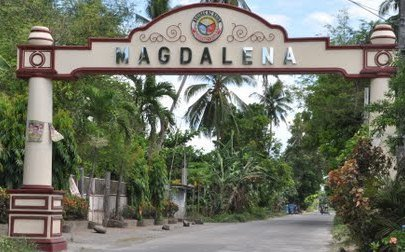
Ortseingang Magdalena

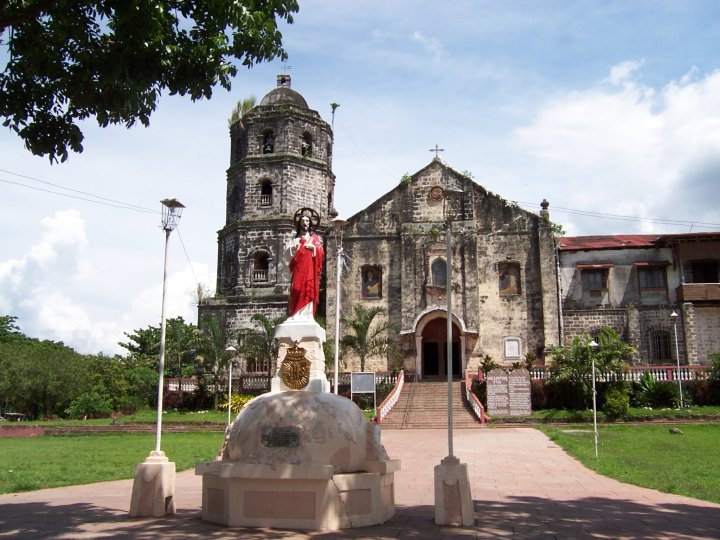
Die St. Mary Magdalene Parish Church

- Informationen der Philippine Statistics Authority über Magdalena